# Maandblad gewijd aan de belangen van het teekenonderwijs en de kunstnijverheid in Nederland
Maandblad gewijd aan de belangen van het teekenonderwijs en de kunstnijverheid in Nederland verscheen tussen 1884 en 1912 in Nederland. Het tijdschrift werd uitgebracht door de Nederlandse Vereniging voor Tekenonderwijs, die in 1880 werd opgericht. Victor de Stuers en de architect Pierre Cuypers waren de drijvende krachten achter de oprichting van de vereniging. Het maandblad was gewijd aan de belangen van het tekenonderwijs en de kunstnijverheid in Nederland.
Het tijdschrift bevatte in de eerste jaargangen voornamelijk mededelingen en boekbesprekingen, maar ontwikkelde zich eind negentiende eeuw tot een platform waar ook inhoudelijke discussies werden gevoerd. Zo was in het interbellum eerst de nieuwe methode van de Oostenrijkse Franz Cižek onderwerp van gesprek en later het concept van expressie ter vervanging van het naturalistische tekenonderwijs. Advertenties en berichten over kunstinstellingen en personen en evenementen uit het vakgebied werden ook gepubliceerd. Daarnaast bevatte het blad examenprogramma’s en –opgaven (inclusief figuren voor bouwkundig tekenen en het versieren van hoofdletters).